# Karl H. Cerny
Karl H. Cerny (* 9. November 1922 in New York; † 11. November 2019 in Arlington, VA) war ein US-amerikanischer Politikwissenschaftler und Hochschullehrer.

## Leben und Wirken
Karl H. Cerny studierte Politikwissenschaft an der Princeton University, an der Universität von Paris (Sorbonne), wo er "European Studies betrieb" und an der Yale University. Dort erwarb er 1948 den Magistergrad  und promovierte 1955 zum Ph.D. Von 1950 bis 1993 lehrte Cerny an der Georgetown University, seit 1965 als Lehrstuhlinhaber. In seiner Lehre und Forschung beschäftigte er sich vor allem mit der Wahlforschung und analysierte zahlreiche Parlamentswahlen in Europa, insbesondere auch in Deutschland. Die von ihm herausgegebenen Wahlanalysen gehören zu der von seinem Kollegen an der Georgetown University, Howard R. Penniman, betreuten Schriftenreihe "At the polls". 
Außerdem wirkte er in zahlreichen Fachgremien mit und hielt Vorträge im In- und Ausland.

## Veröffentlichungen (Auswahl)
- (Hrsg.): NATO in quest of cohesion. A confrontation of viewpoints at the Center for Strategic Studies Georgetown University. Praeger, New York 1965.
- (Hrsg.): Scandinavia at the polls. Recent political trends in Denmark, Norway, and Sweden (= AEI studies, Bd. 143). American Enterprise Inst. for Public Policy Research, Washington, D.C. 1977, ISBN 0-8447-3240-0.
- (Hrsg.): Germany at the polls. The Bundestag election of 1976 (= AEI studies, Bd. 208). American Enterprise Inst. for Publ. Policy Research, Washington, D.C. 1978, ISBN 0-8447-3310-5.
- The Bundestag election of 1987. In: World affairs, Bd. 149 (1987), S. 121–137.
- (Hrsg.): Germany at the polls. The Bundestag election of the 1980s. American Enterprise Inst. for Publ. Policy Research, Washington, D.C. 1990, ISBN 0-8223-1022-8.
- (Mitautor): Mario Telò (Hrsg.): Vers une nouvelle Europe? Ed. de l'Univ. de Bruxelles, Bruxelles 1992, ISBN 2-8004-1055-8.
- The future role of a united Germany in the European community. In: Gary L. Geipel (Hrsg.): Germany in a new era. Hudson Institute, Indianapolis, Ind. 1993, ISBN 1-55813-045-4.
- The origins of the Bonn Republic. In: James Sperling (Hrsg.): Germany at fifty-five. Berlin ist nicht Bonn? Manchester University Press, Manchester 2004, S. 39–57, ISBN 0-7190-6472-4.